# دومينيك ري
دومينيك ري هي مصورة كندية، ولدت في 31 يناير 1976 في وينيبيغ في كندا.